# Woodbridgea williamsi
Woodbridgea williamsi är en snäckart som beskrevs av S. S. Berry 1953. Woodbridgea williamsi ingår i släktet Woodbridgea och familjen Diaphanidae. Inga underarter finns listade i Catalogue of Life.